# Bad Zwischenahn
Bad Zwischenahn est une commune allemande située en Basse-Saxe dans l'arrondissement d'Ammerland.

## Quartiers
| - Bad Zwischenahn I est - Bad Zwischenahn I ouest - Bad Zwischenahn II - Specken - Ekern - Dänikhorst - Ohrwege - Rostrup I - Rostrup II - Elmendorf | - Helle - Aschhausen - Kayhausen - Kayhauserfeld - Petersfehn I - Petersfehn II - Wehnen - Ofen - Westerholtsfelde |

## Jumelages
La commune de Bad Zwischenahn est jumelée avec :
- Izegem (Belgique) depuis le 20 septembre 1980
- Centerville (États-Unis) depuis aout 1981
- Gołuchów (Pologne) depuis le 20 aout 2005

## Divers
Le sentier du Jade traverse la commune.

## Sources et références
1. ↑  Städtepartnerschaft